# Angelo Ciocca
Pour les articles homonymes, voir Ciocca.
Angelo Ciocca, né le 28 juin 1975 à Pavie, est un homme politique italien. Il est membre de la Ligue du Nord (LN).

## Biographie
Élu municipal depuis 2001 à San Genesio ed Uniti où il vit, il devient conseiller régional en Lombardie en 2010, élu avec le plus grand nombre de préférences de son parti.
Premier des non-élus lors des élections européennes de 2014 dans la circonscription de l'Italie du Nord-Ouest, il succède le 7 juillet 2016 à Gianluca Buonanno, décédé le 
5 juin dans un accident de voiture,.
Le 23 octobre 2018, Angelo Ciocca se fait remarquer sur la scène internationale par une provocation pour exprimer son mécontentement du rejet du budget italien par la Commission européenne. Face aux caméras, il subtilise les notes de Pierre Moscovici, Commissaire européen aux affaires économiques et financières, à la fiscalité et à l'Union douanière, puis s'enlève une de ses chaussures — dont il vante son origine « Made in Italy » — avec laquelle il mime un piétinement des documents. Un geste que Moscovici qualifie de « grotesque ». Ce dernier va même jusqu'à assimiler Ciocca à « un crétin », « un fasciste » et « un provocateur ».